# Driffield (Gloucestershire)
Driffield é uma paróquia e aldeia do distrito de Cotswold, no condado de Gloucestershire, na Inglaterra. De acordo com o Censo de 2011, tinha 171 habitantes. Tem uma área de 7,64 km².